# Rainer Nowak

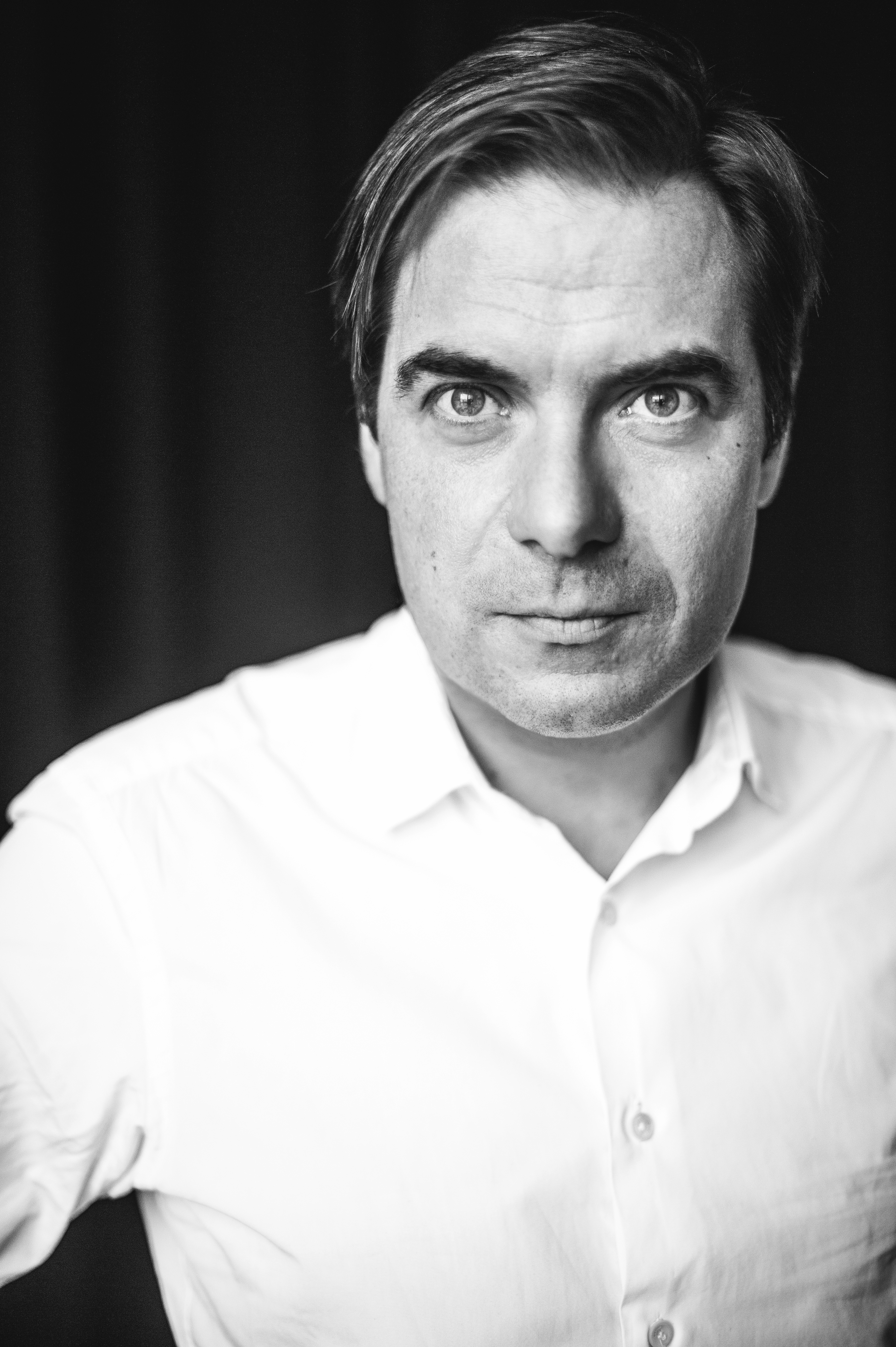
Rainer Nowak (2014)

Rainer Nowak (* 25. November 1972 in Innsbruck) ist ein österreichischer Journalist. Er war von 2012 bis 2022 Chefredakteur und von 2014 bis 2022 Herausgeber der Tageszeitung Die Presse. Im November 2022 trat er von seiner Anstellung bei der Presse zurück, nachdem im Zuge der ÖVP-Korruptionsaffäre Chats zwischen Nowak und dem damaligen Generalsekretär im Finanzministerium Thomas Schmid aufgetaucht waren, in denen es unter anderem über eine mögliche Position Nowaks als ORF-Generaldirektor ging.

## Leben
Er entstammt einer Journalistenfamilie: Sein Vater Josef A. Nowak leitete viele Jahre das Wien-Büro der Tiroler Tageszeitung und wurde dann Chefredakteur der Austria Presse Agentur; seine Mutter Krista Hauser arbeitete als Kulturjournalistin des ORF. Die Eltern trennten sich in Nowaks Geburtsjahr, er wuchs in Innsbruck und Wien auf.
Nach dem Abschluss der Matura am neusprachlichen Gymnasium Wasagasse im 9. Wiener Gemeindebezirk (Alsergrund) studierte Nowak von 1992 bis 1997 Geschichte und Politikwissenschaften an der Universität Wien (ohne Abschluss). Seinen Zivildienst leistete er beim Dokumentationsarchiv des österreichischen Widerstands.
Bereits 1994 arbeitete er als freier Mitarbeiter in der Wiener Redaktion der Vorarlberger Nachrichten und absolvierte anschließend in Innsbruck ein Praktikum bei der Tiroler Tageszeitung. 1996 trat er schließlich in die Redaktion der Presse ein, wo er anfangs im Ressort Innenpolitik tätig war. Später war Nowak unter anderem Redakteur für den Bereich NS-Entschädigungen zuständig sowie Ressortleiter Wien. Außerdem veröffentlichte er Artikel in der britischen Tageszeitung The Independent und ist Redaktionsmitglied des jüdischen Kulturmagazins Nu.
2009 wurde Nowak redaktioneller Leiter der Presse am Sonntag. Mit Oktober 2010 übernahm er die Leitung des Ressorts Innenpolitik. Im September 2012 folgte er Michael Fleischhacker als Chefredakteur nach.
Von Oktober 2014 bis November 2022 war Nowak auch Herausgeber der Presse.
Im November 2023 wurde bekannt, dass er ab 2024 die Leitung des Ressorts aus Innenpolitik, Außenpolitik und Wirtschaft der Kronen Zeitung übernehmen soll. Als Wirtschaftsressortleiter folgt er Georg Wailand nach. Ende April 2025 wurde seine Rückkehr zur Presse als Geschäftsführer in Nachfolge von Herwig Langanger im Juli 2025 bestätigt.

## Kontroverse
Im Jahr 2021 wurden Chat-Korrespondenzen von ehemaligen ÖVP-Pressesprechern über die Frage einer Titelstory zu der Kontroverse rund um ÖBAG-Vorstand Thomas Schmid bekannt. Der damalige ÖVP-Pressesprecher schrieb Schmid dazu: „Rainer sagt, er kann seiner Redaktion nicht verbieten über etwas zu schreiben das in der APA steht. Er hat geschaut, dass es kein Seitenaufmacher wird… was anderes hat er auch angeboten. Das sage ich dir telefonisch.“ Nowak erklärte dazu: „Ich kommentiere nicht, was Pressesprecher und Sekretäre über mich formulieren.“
Im November 2022 wurden Ermittlungsergebnisse der Wirtschafts- und Korruptionsstaatsanwaltschaft im Zuge der ÖVP-Korruptionsaffäre zu angeblichen Absprachen von Rainer Nowak mit Thomas Schmid publik. Laut diesen soll Nowak über Schmid für seine Lebenspartnerin Valerie Hackl bei Sebastian Kurz, damals Kanzler und ÖVP-Chef, und Gernot Blümel interveniert haben. Aus den Chatauszügen mit Schmid ging auch hervor, dass Nowak sich Unterstützung von Schmid erhoffte, um eine Führungsposition im ORF zu übernehmen. Schmid schrieb: „Jetzt du noch ORF-Chef. Alter – dann geht’s aber ab. Danke für alles.“ Nowak antwortete: „Ehrensache. Jetzt musst du mir bitte beim ORF helfen.“ Schmid: „Unbedingt.“ Darüber hinaus gab Nowak Schmid Formulierungstipps für die Kommunikation mit der Presse-Redaktion, etwa in Bezug auf ein Aufsichtsratsmandat von Schmid bei den Österreichischen Lotterien.
In einem offenen Brief an die Leser der Tageszeitung „Die Presse“ entschuldigte sich Rainer Nowak für die Chat-Korrespondenzen und hielt fest, dass „die Unabhängigkeit und Resilienz der Presse-Redaktion gegenüber Interventionen aller Art, von denen es viele gibt, in dem Bericht der Wirtschafts- und Korruptionsstaatsanwaltschaft bestätigt [wurde]. Keiner der untersuchten Interventionsversuche fand in der Berichterstattung der Presse ihren Niederschlag“. Am 7. November stellte Nowak seine Funktionen in der Tageszeitung Die Presse ruhend. Der Eigentümer der Tageszeitung, die Styria Media Group, hat eine interne Prüfung veranlasst und dem stellvertretenden Presse-Chefredakteur Florian Asamer interimistisch die Führung der Chefredaktion übertragen. Am 11. November 2022 gab Nowak seinen endgültigen Rücktritt als Chefredakteur, Herausgeber und Geschäftsführer bekannt.
Die Ermittlungen der WKStA wurden eingestellt, für die Staatsanwaltschaft ergaben sich keine ausreichenden Anhaltspunkte.

## Privates
Nowak war mit der Werberin Petra Schenk verheiratet und ist Vater von zwei Töchtern. Er ist mit der ehemaligen Austro-Control-Chefin Valerie Hackl liiert.

## Auszeichnungen
- 2005 Staatspreis für publizistische Leistungen im Interesse der Geistigen Landesverteidigung
- 2006 Journalist des Jahres (Durchstarter 2005)
- 2011 Journalist des Jahres (Innenpolitik)
- 2013 Kurt-Vorhofer-Preis[19]
- 2013 Journalist des Jahres (Chefredakteur)
- 2014 Journalist des Jahres (Chefredakteur)[20]
- 2015 Journalist des Jahres (Hauptpreis)[21]
- 2021 Medienmanager des Jahres[22][23]

## Schriften (Auswahl)
- Rainer Nowak, Norbert Mayer (Hrsg.): Die Presse – zur Schräglage der Nation. Österreich in 20 Feuilletons. Molden, Wien / Graz / Klagenfurt 2017, ISBN 978-3-222-15000-5.
- mit Thomas Prior und Christian Ultsch: Flucht: Wie der Staat die Kontrolle verlor, Molden Verlag, Wien 2017, ISBN 978-3-222-15005-0.
- Rainer Nowak, Erich Kocina (Hrsg.): Gehört der Islam zu Österreich? Molden, Wien / Graz / Klagenfurt 2017, ISBN 978-3-222-15004-3.